# Fredrik Waldemar Hvoslef
Frederik Waldemar Hvoslef (født 17. marts 1825 i Kristiania, død 5. maj 1906) var en norsk biskop. 
Han for fra sit 14.—19. år til søs, i den sidste tid som styrmand, men begyndte at studere og tog studentereksamen i 1845, og dimitterede i 1850 som cand. theol. Efter opfordring af præsten Stockfleth studerede han samisk og kvænsk hos ham for at blive præst i Finnmarken. November 1851 blev han sognepræst for det nyoprettede Kautokeino Kald nær den russiske grænse, hvis befolkning var næsten helt samiske. Her oplevede han november 1852 det voldsomme oprør af de under præsten Læstadius’ indflydelse opfanatiserede samer i Karesuando, ved hvilket flere af de norske indbyggere blev myrdede, husene brændte og Hvoslef selv udsat for personlig overgreb. I 1857 blev han forflyttet til Tromsø som bestyrer af seminariet dér, blev 1861 stiftsprovst og 1868 biskop i Tromsø. I 1876 blev han sognepræst til Lier, 1881 biskop i Bergen. Som sådan styrede han stiftet med stor anseelse hos gejstlighed og overordnede til maj 1898, da han tog sin afsked. Af hans i øvrigt få litterære arbejder har hans fremstilling af den 
religiøse bevægelse i Kautokeino (i Teologisk Tidsskrift, 1. Rk., VII) varig historisk interesse. 